# Obliging Young Lady
Obliging Young Lady (bra Senhorita Amabilidades) é um filme estadunidense de 1942, do gênero comédia romântica, dirigido por Richard Wallace.